# Фостер, Норман (драматург)
Норман (Норм) Фостер (род. 14 февраля 1949) — канадский драматург, радиоведущий, театральный актёр. Считается самым известным на сегодняшний день канадским драматургом. Офицер Ордена Канады. Впервые открыл в себе талант драматурга во Фредериктоне, штат Нью-Брансуик, где он работал ведущим популярного утреннего радиошоу. Он сопровождал друга на прослушивание и получил свою первую актёрскую работу, как Элвуд П. Дауд в «Харви», даже не увидев пьесу. Заинтригованный театром, он положил ручку на бумагу и написал свою первую пьесу «Грешники».

## Биография
В 1983 и 1984 годах Театр «Нью-Брансуик» осуществил поставил «Грешников» и следующую пьесу Фостера «Парни из семьи Мелвилл». В последующие годы театр поставил его же пьесы «Моя дорогая Джудит» (1987), «Майские влюблённости» (1990), «Торговля автомобилями» (1991), «Вред друг другу» (1992) и «Рабочее время» (1996).
Чрезвычайно плодовитый писатель, Фостер поставил более пятидесяти пьес на профессиональных сценах. Другие известные пьесы включают «Любовный список», «Длинные выходные», «Сказки на ночь», «Поцелуй луну, поцелуй солнце», «Штормовое предупреждение», «Скин Флик», «Вне закона», «Двор Хильды», «По критерию имени», «Старая любовь», «Починка заборов», «Здесь, на траектории полёта», «Дамы вчетвером». Часто Фостера сравнивают с американским драматургом Нилом Саймоном за его юмор, доступность сюжета и языка и понимание повседневных невзгод жизни. Его пьесы ставятся по всей Северной Америке и в других англоязычных странах, например, в Австралии. Начиная с июня 2016 года в Сент-Катаринс, Онтарио в честь него проводится Театральный фестиваль Норма Фостера.
Гильдия драматургов Канады присудила ему пожизненное членство в 2016 году.
В декабре 2016 года Фостер был награждён Орденом Канады.
В 2018 году он был награждён ключом от города Сент-Катаринс, Онтарио.
Он также часто играет в постановках своих произведений. Например, он играет Джонаса в некоторых постановках пьесы «Джонас и Барри дома».